# Chalcis wollastoni
Chalcis wollastoni is een vliesvleugelig insect uit de familie bronswespen (Chalcididae). De wetenschappelijke naam is voor het eerst geldig gepubliceerd in 1883 door Kirby.